# Garsa arbòria encaputxada
La garsa arbòria encaputxada (Crypsirina cucullata) és un ocell de la família dels còrvids (Corvidae).

## Hàbitat i distribució
Habita els boscos àrids i matolls de les terres baixes del centre, nord i sud de Myanmar.